# The Little Dippers
The Little Dippers war eine US-amerikanische Rhythm-and-Blues- und Doo-Wop-Sängergruppe.

## Geschichte
Anita Kerr produzierte und leitete in den späten 1950er Jahren mehrere Background-Gruppen. Neben Songs mit den Anita Kerr Singers, nahm sie im Jahr 1959 den Titel Forever auf und veröffentlichten ihn unter der Bezeichnung The Little Dippers. Der Song erreicht 1960 Platz 9 der US Charts. Über die Besetzung der Little Dippers gibt es verschiedene Angaben. Julia Edenhofer nennt die Anita Kerr Singers, bestehend aus Anita Kerr, Gene Merlino, Jackie Ward und Bob Tebow. Weitere Quellen wie z. B. allmusic benennen Delores Dinning, Emily Gilmore, Darrell McCall und Hurshel Wigintin.

## Diskografie (Auswahl)
- 1960: Tonight
- 1960: Forever
- 1960: Lonely